# Coalescência (informática)
Coalescência, em informática, é a combinação de partições adjacentes de memória livre. Requer um sistema operacional mais complexo, porque precisa localizar partições adjacentes, portanto se faz necessário criar algoritmos para pesquisar tabelas e procurar por estas partições livres. Sem a coalescência, o Sistema Operacional "enxerga" muitas partições pequenas de memória livre.